# بنیامین کالینز برودی، بارونت اول
بنیامین کالینز برودی، بارونت اول (انگلیسی: Sir Benjamin Collins Brodie, 1st Baronet؛ ۹ ژوئن ۱۷۸۳ – ۲۱ اکتبر ۱۸۶۲) دانشمند در زمینه فیزیولوژی اهل پادشاهی متحد بریتانیای کبیر و ایرلند بود.
وی همچنین برندهٔ جوایزی همچون مدال پادشاهی، همکار انجمن سلطنتی، و مدال کاپلی شده‌است.